# Xã Grafton, Quận Miner, South Dakota
Xã Grafton (tiếng Anh: Grafton Township) là một xã thuộc quận Miner, tiểu bang Nam Dakota, Hoa Kỳ. Năm 2010, dân số của xã này là 71 người.